# Paesi Bassi agli XI Giochi olimpici invernali
I Paesi Bassi parteciparono agli XI Giochi olimpici invernali, svoltisi a Sapporo, Giappone, dal 3 al 13 febbraio 1972, con una delegazione di 11 atleti impegnati in due discipline.

## Medagliere

### Per discipline
| Sport                   | Oro | Argento | Bronzo | Totale |
| ----------------------- | --- | ------- | ------ | ------ |
| Pattinaggio di velocità | 4   | 3       | 2      | 9      |
| Totale                  | 4   | 3       | 2      | 9      |

### Medaglie
| Medaglia | Atleta               | Sport                   | Evento           |
| -------- | -------------------- | ----------------------- | ---------------- |
| Oro      | Ard Schenk           | Pattinaggio di velocità | 1500 m maschile  |
| Oro      | Ard Schenk           | Pattinaggio di velocità | 5000 m maschile  |
| Oro      | Ard Schenk           | Pattinaggio di velocità | 10000 m maschile |
| Oro      | Stien Kaiser         | Pattinaggio di velocità | 3000 m femminile |
| Argento  | Kees Verkerk         | Pattinaggio di velocità | 10000 m maschile |
| Argento  | Atje Keulen-Deelstra | Pattinaggio di velocità | 1000 m femminile |
| Argento  | Stien Kaiser         | Pattinaggio di velocità | 1500 m femminile |
| Bronzo   | Atje Keulen-Deelstra | Pattinaggio di velocità | 1500 m femminile |
| Bronzo   | Atje Keulen-Deelstra | Pattinaggio di velocità | 3000 m femminile |